# 羅歷山
羅歷山（法語：Alexandre de Rhodes，越南語：、Cha Đắc Lộ［德羅神父］或A-lếc-xăng Đơ-rốt，1591年3月15日—1660年11月5日），又譯亞歷山德羅，是法國出身的耶穌會傳教士，他在十七世紀初遠赴當時的交趾支那進行天主教的傳教任務，對越南天主教的奠基與發展有着深遠的影響。
羅歷山也是相當有造詣的語言學家，他編寫了第一部《越葡拉詞典》（Dictionarium Annamiticum Lusitanum et Latinum）。他所創造的越南語拉丁化拼音文字（國語字），在日後更取代了原本使用的漢喃成為越南主要的文字系統。

## 生平

### 早年
羅歷山出生於法國的亞維農，1612年4月24日，年僅21歲的他進入耶穌會，成為一位見習修道士，立志為傳教工作奉獻自己的一生。
為傳播天主教信仰，羅歷山在1619年遠赴中南半島，於1620年抵達河內，加入一個早於1615年已經在當地成立的耶穌會宣教團。當時越南正值鄭阮紛爭時期，羅歷山花費了十年時間，周旋在此時由鄭主控制的後黎朝朝廷中。羅歷山給耶穌會的文書中誇大的宣稱他讓超過六千名的越南人民改信天主教，然而羅歷山始終未能使當時的越南主政者接受天主教信仰。
在這十年中，羅歷山出版了後來被許多越南學者用來創造新的越南文字系統的《越葡拉詞典》。在此基础上创造的新的系統主要使用羅馬字母，就是現在的越南國語字。

### 驅逐
1624年，他被派到東印度的交趾支那。1627年，他前往越南東京工作，直到1630年，鄭主鄭梉意識到天主教信仰傳播的威脅，開始驅逐耶穌會傳教士，羅歷山也被驅逐出境。
羅歷山被逐後，到了澳門居留，教授哲學十年。之後，他再次回到越南，不過這次他轉移目標，前往當時由南方阮主控制的中部順化周邊，幷在當地傳教長達六年。天主教信仰在當地的快速傳布同樣引起阮主阮福瀾的疑忌，將他判處死刑，不過之後獲減刑為驅逐，於是再次遭到流放。

### 外方傳道會
1649年，羅歷山返回羅馬，爲了遠東宣教工作，請求傳信部派教區代牧（vicars-apostolic）遠赴遠東訓練和任命當地的教士，並同時要求增加遠東傳教的資金。不過傳信部對他的請求並沒有興趣，於是羅歷山前往法國徵求志願者。這些人屬于一個叫「好朋友」的小團體，這個團體的人員後來成立了巴黎外方傳教會。巴黎外方传教会的神學院於1663年開始訓練傳教士，教宗與傳信部後來也在1655年接受了羅歷山的要求。1658年，兩位「好朋友」的成員被任命為越南首兩位宗座代牧區的宗座代牧（Apostolic vicariate），一位是陸方濟（François Pallu），另一位是伯多禄·朗贝尔·德拉莫特（Pierre Lambert de la Motte），他們也是巴黎外方傳教會的始祖。
陸方濟後來在交趾支那工作，德拉莫特在越南東京工作。這兩位教區代牧在遠東工作，标志着羅馬天主教在遠東工作的一個新階段。
1665年，遠東區本地神學院在阿瑜陀耶開學，這使羅歷山的早年工作在遠東得到穩固。

### 晚年
羅歷山後來被派到波斯，並於1660年在波斯的伊斯法罕逝世。

## 學術成就
羅德在越南期間完成了第一部越南語天主教教義詰問以及第一部拉丁文-葡文-越南文辭典，這部辭典在很多地方使用羅馬字母拼音拼寫越語發音，幷在日後被許多越南學者廣泛地應用于越南書寫系統的改良，不過羅馬式越文在當時仍未普及，只限于少數的越南天主教徒使用。直到法治時期，越南展開文化改革的民族主義運動，其中之一便是推行羅馬式越文。改革派的越南民族主義者認為越南要真正獨立，一定要「反法」、「脫漢」，爲達成目標，讓社會大衆認同一套簡單的文字工具，使群衆有機會吸收新知識，讓教育得以普及。越南民族主義者極力推廣羅德所創的越文拼音系統，因此改良後的越南國語现在成为了越南主要的文字書寫系統。

### 著作
- Histoire dv royavme de Tvnqvin, （History of the Kingdom of Tonkin，東京王國的歷史） ，1650年印製於羅馬。
- Vietnamese - Latin - Portuguese dictionary（越南文-拉丁文-葡文辭典），於1651年印製於羅馬。
- Rhodes of Viet Nam: The Travels and Missions of Father Alexander de Rhodes in China and Other Kingdoms of the Orient （英文譯版於1966出版）。
- Tunchinensis historiæ libri duo ，1652年印製於里昂。
- La glorieuse mort d'André, Catéchiste  ，1653年印製於巴黎。
- Catechismus, （拉丁文與越南文印刷）

### 譯名為羅歷山的參考資料
- 耶穌會士羅歷山：第一個在澳門的法國人 （页面存档备份，存于）
- 張伯偉、卞東波著《風月同天：中國與東亞》（2017），江蘇人民出版社，頁84
- Wong Ching-him, A critical study of the policies formulated and the religious culture disseminated by the Jesuits in China during thesixteenth and seventeenth centuries (2009)
- 林珊妏︰越南漢文小說《西洋耶蘇秘籙》 與基督信仰 （页面存档备份，存于）
- 丁連財︰越南--世界史的失語者 翻譯錯誤多 譯作上百本不是優秀保證而可能是同樣錯誤一直出現 （页面存档备份，存于）

### 其他參考資料
- Tigers in the Rice, W. Sheldon p. 26 （1969）
- （英文）.[永久]
- （中文）.   [2008-05-06]. （原始内容存档于2020-09-10）.
- 陶理（T. Dowley）著，中譯本 基督教兩千年史, 頁469-471（2007）；原文 The History of Christianity, p.463-464 （1977）
- Jean Lacouture, « Un avignonnais dans les rizières » pages 362-395 in Jésuites, une multi biographie. 1 - Les conquérants, Seuil 1991
- Gilles Van Grasdorff, A la découverte de l'Asie avec les Missions Étrangères, Omnibus, 2008
- Philippe Heduy, « Les missions du commencement (1624-1684) » pages 27-50 in Histoire de l'Indochine - La perle de l'Empire 1624-1954, Albin Michel, 1998
- Alain Forest, Les missionnaires Français au Tonkin et au Siam - XVII-Template:XVIIIe siècles - Livres I & II, L'Harmattan, 1998 Template:Plume
- Joseph Huy Lai Nguyen, La tradition religieuse, spirituelle et sociale au Vietnam: sa confrontation avec le christianisme, Beauchesne, 1981
- （英文） Peter C. Phan, Mission and Catechesis: Alexandre de Rhodes and Inculturation in Seventeeth Century Vietnam, Orbis, 1998
- （英文） Lach & Van Kley, Asia in the making of Europe - Volume III (A Century of Advance) - Book 3, University of Chicago Press, 1993
- Françoise Fauconnet-Buzelin, Aux sources des Missions étrangères : Pierre Lambert de la Motte (1624-1679), France, Perrin, septembre 2006, 350 p. (ISBN 2-262-02528-2)

## 外部連結
- Portuguese Missionaries and their Influence on Vietnamese （页面存档备份，存于）